# Odes anacréontiques, op. 32 (Roussel)
Pour les articles homonymes, voir Odes anacréontiques.
Odes anacréontiques, op. 32, est un recueil de mélodies pour chant et piano d'Albert Roussel composées en 1926 sur une traduction de Leconte de Lisle d'Odes d'Anacréon.

## Présentation

### Mélodies
Les Odes anacréontiques sont, :
1. Ode XXVI : Sur lui-même, allegro non troppo ( = 152), à 
, dédié à Henri Fabert ;
2. Ode XXXIV : Sur une jeune fille, moderato ( = 84), à 
, dédié à Edmond Warnery ;
3. Ode XLIV : Sur un songe, andante ( = 60), à 
, dédié à Henry Le Bœuf.

Les mélodies sont pour voix moyenne.
Les œuvres sont composées entre avril et septembre 1926. Outre les versions pour chant et piano, le compositeur est l'auteur d'une version pour chant et orchestre des Odes XXVI et XXXIV. Les partitions sont publiées en 1927 par Durand.
L'ensemble porte le numéro d'opus 32 et, dans le catalogue des œuvres du compositeur établi par la musicologue Nicole Labelle, le numéro L 38.

### Textes
Les textes des mélodies sont dus à Leconte de Lisle, qui avait traduit du grec les Odes d'Anacréon, une traduction publiée en 1869 et plusieurs fois rééditée.

### Création
L'Ode XLIV (op. 32 no 3) est créée le 17 mai 1926 à Paris, salle Érard, aux concerts Bathori, par Jane Bathori. L'ensemble est donné en première audition aux concerts Durand, salle Érard, par Edmond Warnery, le 30 mai 1927.

### Instrumentation
La version orchestrée requiert : 2 flûtes, 2 hautbois, 2 clarinettes en la, 2 bassons, 2 cors en fa, 2 trompettes, timbales, percussions (cymbales, grosse caisse, tambour), 1 harpe, ténor ou baryton, les cordes.

## Analyse
Les Odes anacréontiques sont des « pièces très brèves, condensées à l'extrême ». Elles « établissent un parallèle entre la maturité de l'âge et celle de la vendange, mêlant un hédonisme forcené à l'amour le plus pur ». Dans l'ensemble, « ligne vocale très diatonique et déclamation sans afféterie rendent justice aux mots ». L'accompagnement du piano « prend en charge le commentaire sentimental dans une écriture élaborée et une économie confinant à l'ellipse ». 
L'Ode XXVI (sur lui-même) est une chanson à boire au « rythme de valse très marqué, avec notes piquées, appoggiatures et, dans une harmonie simple, l'ajout de demi-tons acides ». 
L'Ode XXXIV (sur une jeune fille) est le pendant de l'Ode XX de l'opus 31 : « un vieillard sollicite l'amour d'une jeune fille, comme les lys peuvent s'unir aux roses ». Musicalement, Gilles Cantagrel relève les « intervalles altérés pour le vieillard, [le] diatonisme pour la jeune fille. Accords en blanches sur un ostinato où, chaque premier temps, la tonique altérée souligne cet amour impossible ». La coda se déroule sur une basse chromatique descendante.
L'Ode XLIV (sur un songe) dépeint sur « un continuum de doubles croches sur syncopes » le songe « d'un amoureux enchaîné [...], interrompu par une question en récitatif ; la réponse est donnée sur le même motif. La déclamation tient d'une microscopique scène d'opéra ».     
La durée moyenne d'exécution de l’ensemble est de quatre minutes trente environ.

## Discographie
- Albert Roussel : les mélodies (intégrale) — Marie Devellereau (soprano), Yann Beuron (ténor), Laurent Naouri (baryton), Billy Eidi (piano), Timpani 2C2064 (2001)[7].
- Albert Roussel Edition (CD 9) — José van Dam (baryton basse), Dalton Baldwin (piano), Erato 0190295489168 (2019)[8].

### Ouvrages généraux
- Gilles Cantagrel, « Albert Roussel », dans Brigitte François-Sappey et Gilles Cantagrel (dir.), Guide de la mélodie et du lied, Paris, Fayard, coll. « Les Indispensables de la musique », 1994, 916 p. (ISBN 2-213-59210-1), p. 571-577.

### Monographies
- Lucie Kayas, « Catalogue des œuvres », dans École normale de musique de Paris, Jean Austin (dir.), Albert Roussel, Paris, Actes Sud, 1987, 125 p. (ISBN 2-86943-102-3), p. 46–95.
- Nicole Labelle, Catalogue raisonné de l'œuvre d'Albert Roussel, Louvain-la-Neuve, Département d'archéologie et d'histoire de l'art, Collège Érasme, coll. « Publications d'histoire de l'art et d'archéologie de l'Université catholique de Louvain » (no 78), 1992, 159 p.
- Damien Top, Albert Roussel : Un marin musicien, Biarritz, Séguier, coll. « Carré Musique », 2000, 170 p. (ISBN 2-84049-194-X).
- Damien Top, Albert Roussel, Paris, Bleu nuit éditeur, coll. « Horizons » (no 53), 2016, 176 p. (ISBN 978-2-35884-062-0).